# Justin Trudeau

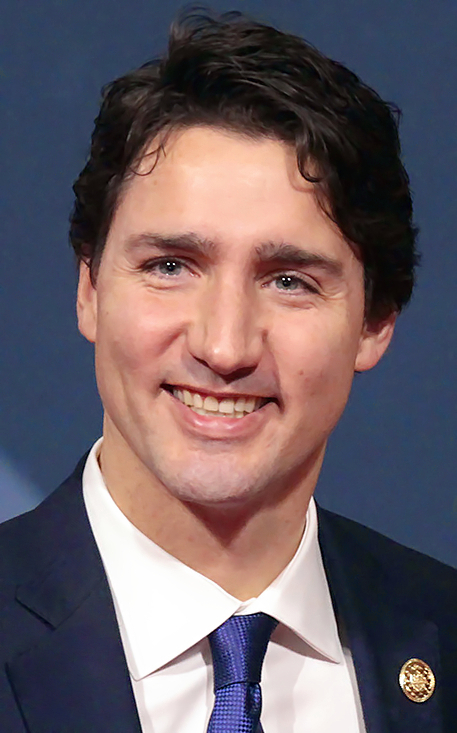
Trudeau w 2015

Justin Pierre James Trudeau (ur. 25 grudnia 1971 w Ottawie) – kanadyjski polityk, premier Kanady (2015–2025), w trakcie urzędowania stał na czele trzech gabinetów, lider Liberalnej Partii Kanady (2013–2025), minister ds. relacji z prowincjami i młodzieży (2015–2018), deputowany do Izby Gmin (od 2008). W 2016 i 2018 znalazł się na liście 100 najbardziej wpływowych ludzi na świecie stworzonej przez tygodnik „Time”.

## Życiorys
Urodził się 25 grudnia 1971 roku jako najstarszy syn premiera Kanady Pierre’a Trudeau. Jego matką jest fotoreporterka Margaret Sinclair. Jego dziadkiem ze strony matki był parlamentarzysta James Sinclair. Natomiast dziadkiem ze strony ojca był przedsiębiorca Charles Trudeau. Bratem polityka jest reżyser Alexandre Trudeau. Drugi brat zmarł w 1998 roku podczas lawiny w Kokanee Glacier Provincial Park.
W 1977 roku rodzice oświadczyli o separacji. Opieka nad dziećmi została powierzona ojcu. W 1984 roku sąd orzekł o rozwodzie.
W 1994 roku na Uniwersytecie McGilla ukończył studia pierwszego stopnia w zakresie filologii angielskiej. W późniejszym okresie na uniwersytecie rozpoczął studia licencjackie z pedagogiki. W 1998 roku uzyskał tytuł licencjata w dziedzinie pedagogiki na Uniwersytecie Kolumbii Brytyjskiej. W latach 2002–2003 studiował inżynierię w École Polytechnique de Montréal. W późniejszym okresie rozpoczął na Uniwersytecie McGilla studia z geografii środowiska. Ostatecznie porzucił ten kierunek na rzecz kandydatury do parlamentu w 2008 roku.
Pracował jako bramkarz w barach. W latach 1999–2002 był nauczycielem. Pracował także jako instruktor snowboardu oraz aktor. W 2007 zagrał w miniserialu pt. Wielka Wojna. W późniejszym okresie był zatrudniony jako mówca motywacyjny.

### Kariera polityczna
Po śmierci ojca zaangażował się w politykę, co spowodowało kontrowersje w macierzystej Partii Liberalnej, gdyż część działaczy uważała go jedynie za celebrytę. Po rezygnacji Stéphane’a Diona z funkcji lidera Partii Liberalnej był wymieniany wśród kandydatów do objęcia władzy w partii, a sondaże wskazywały go jako jednego z faworytów do funkcji lidera. Jednak Trudeau nie wystartował w partyjnych wyborach i nowym liderem został Michael Ignatieff. W 2008 roku został wybrany do Izby Gmin z okręgu wyborczego Papineau.
W wyborach w 2011 ponownie został wybrany posłem, pomimo najgorszego w historii wyniku liberałów, którzy zdobyli 34 mandaty w Izbie Gmin. W 2013 roku został wybrany przewodniczącym partii, zdobywając 81 389 głosów (78,76%). Jako przywódca partii był ignorowany przez polityków konserwatywnych, jednak Trudeau zaczął szybko zyskiwać w rankingach popularności, wyprzedzając konserwatywnego premiera Stephena Harpera.
W wyborach parlamentarnych, które odbyły się 19 października 2015, kierowana przez niego Liberalna Partia zdobyła bezwzględną większość w parlamencie, uzyskując 184 mandaty na 338 możliwych. Sam Trudeau ponownie kandydował z okręgu Papineau i uzyskał reelekcję, zdobywając 26 391 głosów wyborców, co przełożyło się na 52% w tym okręgu wyborczym. 4 listopada został zaprzysiężony na urząd premiera przez gubernatora generalnego Kanady Davida Lloyda Lohnstona wraz ze swoim gabinetem. W swoim rządzie objął także tekę ministra ds. relacji z prowincjami i młodzieży, którą pełnił do 18 lipca 2018, kiedy to ministrem został Dominic LeBlanc.
11 września 2019 spotkał się z gubernator generalną Julie Payette, aby uzyskać zgodę na rozwiązanie parlamentu i tym samym rozpoczęcie sześciotygodniowej kampanii wyborczej. W wyborach w 2019 Partia Liberalna zdobyła największą liczbę mandatów – 157 mandatów, uzyskując 6 018 728 głosów (33,12% poparcia) pomimo lepszego wyniku Konserwatywnej Partii, na którą oddano 6 239 227 głosów (34,34% poparcia). Do większości w parlamencie zabrakło mu 13 posłów, w związku z czym utworzył rząd mniejszościowy. Po wyborach wykluczył oficjalne koalicje z innymi partiami, ale jego partia zapowiedziała współpracę z innymi ugrupowaniami przy konkretnych projektach.
W 2021 wygrał przedterminowe wybory, zgarniając 160 mandatów w parlamencie. Partia Liberalna, jako zwycięzca wyborów, zanotowała wtedy najniższe poparcie w historii, zdobywając 5 556 629 głosów (32,62% poparcia). Konserwatyści ponownie zgarnęli więcej głosów – 5 747 410 (33,74%). 26 października został zaprzysiężony jego trzeci gabinet. 6 stycznia 2025 ogłosił rezygnację z funkcji premiera i szefa partii, zapowiedział również, że pozostanie na stanowisku do wyboru nowego lidera partii. 14 marca 2025 zakończył sprawowanie funkcji premiera.

## Życie prywatne
W 2002 roku poznał Sophie Grégoire, którą poślubił 28 maja 2005. Ma z nią troje dzieci. W sierpniu 2023 para poinformowała o rozwodzie.
Jest wieloletnim kibicem hokejowej drużyny Montreal Canadiens. W 2013 przeniósł się z Montrealu do Ottawy, w której zamieszkał w Rockcliffe Park.

## Kontrowersje
Podczas wizyty prezydenta Ukrainy we wrześniu 2023 roku razem z kanadyjskimi parlamentarzystami brał udział w uroczystości uhonorowania Jarosława Hunki, ukraińskiego weterana II wojny światowej. Jak się później okazało, Hunka był w rzeczywistości członkiem Waffen SS-Galizien, organizacji odpowiedzialnej za masowe mordy na Polakach i Żydach w trakcie II wojny światowej. Kilka organizacji żydowskich zareagowało oburzeniem. Spiker parlamentu Kanady Anthony Rota stwierdził, że nie wiedział o przeszłości mężczyzny, a następnie podał się do dymisji. Z kolei premier Trudeau wydał oświadczenie w którym, również tłumacząc się niewiedzą, przeprosił za uhonorowanie weterana, który służył w zbrodniczej, niemieckiej organizacji.

## Odznaczenia
- Medal Diamentowego Jubileuszu Królowej Elżbiety II, odmiana kanadyjska (2012)[50]
- Medal Koronacyjny Króla Karola III, odmiana kanadyjska (2025)[51]
- Krzyż Wielki Orderu Plejady (2019)[52]
- Order Wolności (Ukraina, 2024)[53]